# Luigi Astolfi
Luigi Astolfi (Lombardia, anni 1790 – Milano, anni 1860) è stato un danzatore, coreografo e compositore italiano.

## Biografia
Luigi Astolfi nacque in Lombardia.
Nel 1817 ebbe il primo grande successo come danzatore al Teatro San Benedetto di Venezia nel balletto Osvaldo ed Olfrida di Giuseppe Sorrentino.
Negli anni successivi svolse anche l'attività di coreografo, soprattutto a Lisbona e, in misura minore, anche a Porto, a Vienna e in Russia, senza però ottenere particolari successi; si ricordano le rappresentazioni di Belisario e Gli esiliati in Siberia (1831) di Gaetano Donizetti, La muta di Portici di Daniel Auber (1838) accolte tiepidamente da pubblico e critica.
In seguito fu anche compositore delle musiche che interpretava; il suo primo grande successo fu Le Sette reclute, rappresentato per la prima volta nel 1832 al Teatro alla Canobbiana di Milano. Sempre alla Canobbiana, nel 1837 fu la prima de I minatori di Salerno, la sua opera più famosa e più rappresentata, non solo dallo stesso Astolfi ma anche da altri danzatori; fu l'unica opera di Astolfi ad essere rappresentata anche dopo la sua morte.
Fu primo ballerino, sia dei ballerini italiani sia di quelli portoghesi, al Teatro Reale di San Giovanni a Lisbona fino alla stagione 1839-40, che fu per Astolfi un completo fallimento. Altri insuccessi li ebbe a Crema e Bergamo nel 1837 e al Teatro Carignano di Torino nel 1842.
Negli anni 1840 si sposò con la danzatrice e prima mima Fanny Mazzarelli, sorella della più famosa soprano Rosina Mazzarelli.
Fu compositore e coreografo de La Encantadora de Madrid, rappresentata con successo nella stagione 1845-46 al Teatro Regio di Torino e interpretata da Fanny Cerrito e Arthur Saint-Léon.
Si ritirò a vita privata nel 1855 a Milano, dove lì si spense.

## Stile
Luigi Astolfi fu un danzatore molto impegnato nel riconoscere e soddisfare i gusti del pubblico. Nel periodo più sfortunato della sua attività teatrale gli fu rimproverata un'eccessiva ricerca del particolare in questo senso; ma per il resto della sua carriera pubblico e critica furono sempre concordi nel tributargli un indiscutibile successo.
Astolfi scrisse più di cinquanta opere, molte delle quali furono riprese dai più famosi ballerini dell'epoca, tra i quali Nicola Molinari, Emanuele Viotti, Domenico Ronzani, Fanny Cerrito e Arthur Saint-Léon.